# Pedro de Noroña
Pedro de Noroña (Gijón, 1382-Lisboa, 12 de agosto de 1452), nieto de Fernando I de Portugal, último rey de la Dinastía de Borgoña y nieto también de Enrique II de Castilla, primero de la dinastía de Trastámara, fue arzobispo de Lisboa (1424-1452) y uno de los personajes más poderosos de la Corte portuguesa en la primera mitad del siglo XV.

## Biografía
Pedro de Noroña, el primero de este nombre, junto con sus hermanos, era hijo de Alfonso Enríquez, conde de Noreña, condado que incluía el señorío de Gijón, y de su mujer, la condesa Isabel, y nieto (natural) por parte de padre del rey Enrique II de Castilla y por parte de madre del rey Fernando I de Portugal. Pedro fue el primogénito, y le siguieron sus hermanos Fernando de Noroña, II conde de Vila Real,  Sancho, I conde de Odemira, y también Constanza, duquesa de Braganza, por su casamiento con Alfonso, primer duque de este título.
Cuando se produjo el exilio de su padre en Francia, en 1395, Pedro y sus hermanos —todos todavía niños— fueron llevados a Portugal, quedando al cuidado del rey Juan I, a instancias del cual Pedro fue nombrado obispo de Évora (1419-1423), por el papa Martín V, el 11 de enero de 1419.
Al morir el arzobispo de Lisboa, Diogo Álvares, Martín V lo elevó a la sede de la segunda archidiócesis del país (1424), aunque contra la voluntad del cabildo catedralicio, que prefería al chantre de la catedral de Coímbra, Fernando.
En 1428, Juan I lo envió como embajador a la corte de Aragón para negociar el casamiento del infante Eduardo (en portugués: Duarte) con Leonor de Aragón, hermana de Alfonso V de Aragón y quinta hija del rey Fernando de Trastámara.
Por su origen en la más alta nobleza, y habiendo seguido la carrera eclesiástica no tanto por vocación, sino por imposición de Juan I, el prelado faltó a menudo a sus obligaciones pastorales y tuvo primero un hijo de una tal Isabel, cuya identidad se desconoce, y después mantuvo una relación pública con Branca Dias Perestrelo, camarera de la reina Leonor de Aragón, de quien tuvo los restantes hijos. Branca era hermana del gobernador de la isla de Porto Santo, Bartolomeu Perestrelo, como refiere Salazar y Castro. 
Mientras tanto Noroña delegaba sus poderes en vicarios generales a los que encargaba de administrar la diócesis: Cristóvão Anes, el chantre de la catedral Afonso Anes, e incluso el prior de Aveiras, João de Elvas. Por todo esto, fue reprendido por el papa Martín V, teniendo que justificarse ante el concilio provincial reunido en Braga por el arzobispo Fernando de la Guerra, el 22 de diciembre de 1426.
La lealtad que demostró a la reina Leonor, hizo que se convirtiese en su apoyo tras la muerte del rey Eduardo, momento en que ésta, designada como regente por su marido, se vio forzada por los Tres Estados a ceder el poder a su cuñado, el infante Pedro, duque de Coímbra.
El arzobispo mando entonces fortificar su palacio, cercano al castillo de San Jorge, llegando además a querer apoderarse del palacio de la Alcazaba, para hacer valer las pretensiones de la reina viuda a la regencia; pero la Câmara de Lisboa reaccionó, y mandó derruir los cubos de su palacio, por lo que el arzobispo desistió y se retiró a la villa de Alhandra.
Las hostilidades entre la Câmara y el arzobispo seguirían, redactando aquella una serie de memoriales en los que exponía los malos usos de Pedro de Noroña. Considerándose injuriado, se retiró a Castilla, mientras el regente Pedro se incautaba de sus rentas. Con todo, sus partidarios no dejaron de presionar a la Santa Sede, llevando a que, por la intervención de Urbano VI, el regente lo dejase regresar a Lisboa, en 1442.
En 1445, ordenó que la iglesia de Santa María, en Ourém, se convirtiera en colegiata.
Murió en Lisboa, estando sepultado en la capilla del Santísimo Sacramento de la catedral de Lisboa.

## Descendencia
Dejó hijos ilegítimos, pero legitimados por real cédula (13 de agosto de 1444), con los mismos derechos que si fueran legítimos, el mayor (Juan) de una señora llamada Isabel, y los tres siguientes (Isabel, Pedro y Fernando) de Blanca Dias (c. 1419-Lisboa, d. 1470), doncella de la reina Leonor de Aragón, hija de Bartolomeu Perestrelo y de su primera esposa Branca Dias, concluyéndose que los restantes hijos (no legitimados) presuntamente fueran también de Blanca Dias.
- Juan de Noroña, alcaide mayor del castillo de Óbidos, (n. 1420), que casó con Filipa de Ataíde y Mécia de Vasconcelos, sin descendencia.
- Isabel de Noroña, marquesa de Montemor-o-Novo (n. c. 1441), que casó con Juan de Braganza, marqués de Montemor-o-Novo, sin descendencia.
- Pedro de Noroña (c. 1442-entre septiembre de 1491 y 14 de febrero de 1492), señor del Cadaval, comendador mayor de la Orden de Santiago, mayordomo mayor de Juan II, del que fue embajador ante Inocencio VIII en 1485 y fue quien solicitó la Bula de la Cruzada. Casó en 1463 con Catarina de Távora, hija de Martim de Távora, repostero mayor y merino mayor (21 de abril de 1445) de Alfonso V, y de su mujer Beatriz de Ataíde. Con descendencia conocida, representada por los condes dos Arcos.
- Fernando de Noroña, (1443-1509), alcaide mayor de Salir, guarda mayor y gobernador de la Casa de la reina Juana, la «Excelente Senhora», casó en 1475 con Constanza de Albuquerque, hermana heredera del gran Alfonso de Albuquerque, con descendencia (fueron padres del virrey Garcia de Noroña).
- Inés de Noroña (c. 1446-27 de abril de 1495) casó en 1467, con contrato de casamiento hecho el 23 de marzo con João de Almeida, II conde de Abrantes y veedor de Hacienda, por carta de 8 de mayo de 1475. Juan sucede a su padre en el cargo, por cédula firmada por el rey  Alfonso V de Portugal, el 4 de enero de 1480 y que Juan II de Portugal confirmó el 8 de abril de 1484; murió el 9 de octubre de 1512. Inês y su marido están sepultados en la iglesia de Santa Maria do Castelo, en Abrantes. Con descendencia conocida.
- León de Noroña, murió soltero en las guerras entre el Reino de Portugal y el Reino de Castilla.
- Leonor de Noroña (c. 1451–a. 1519), que casó con Lope de Albuquerque, I conde de Penamacor, con descendencia conocida.